# Книйвиля, Калле
Ка́лле А́нтеро Кни́йвиля (фин. Kalle Antero Kniivilä; род. 22 января 1965, Йоэнсуу, Северная Карелия) — финский журналист и писатель, специализирующийся на российской тематике. Эсперантист.

## Биография
Родился 22 января 1965 года в Йоэнсуу, в Финляндии.
В 1980-е изучал русский язык в Ленинградском государственном университете, а также учился на кафедре Восточноевропейских исследований в Лундском университете в Швеции.
С 1991 по 1992 год был московским корреспондентом финского издания Kansan Uutiset.
C июня 1997 года является корреспондентом шведской газеты Sydsvenska Dagbladet в которой публикует материалы о России и россиянах в период президентства Владимира Путина.
В 2014 году вышла его первая книга «Народ Путина — молчаливое большинство россиян» («Putinin väkeä — Venäjän hiljainen enemmistö»), рассказывающая о россиянах, поддерживающих президента Путина. Книга была удостоена премии Kanava в области научно-популярной литературы.
В 2015 году опубликована книга «Крым наш — возвращение империи» («Krim tillhör oss — imperiets återkomst»), а через год, в 2016 году — «Дети Советской страны» («Sovjets barnbarn: Ryssarna i Baltikum»).
Четвёртой крупной работой писателя стала вышедшая в 2017 году книга «Улица Тани», повествующая о столетней истории Санкт-Петербурга и России через судьбы горожан, проживавших или проживающих на 2-й линии Васильевского острова. Рассказ начинает революция 1917 года, а завершает Первомайский парад 2017 года.
В 2016 году книга «Krimeo estas nia. Reveno de la imperio» была переведена c эсперанто на украинский язык под названием «Крим наш. Повернення імперії» (переводчики: Петр Паливода, Михаил Линецкий, Владимир Гуртовенко, Александр Грищенко, Елена Пошиваная) и вышла в издательстве «ТекстOver» (Киев).
В 2017 году книга «Homoj de Putin. La silenta plimulto de Rusio» была переведена с эсперанто на украинский язык под названием «Люди Путіна. Мовчазна більшість Росії» (переводчики: Петр Паливода, Андрей Янковский, Владимир Гуртовенко, Иван Нечес, Александр Грищенко, Елена Пошиваная, Михаил Линецкий) и вышла в издательстве «ТекстOver» (Киев).
В 2020 году книга «Krimeo estas nia. Reveno de la imperio» была переведена c эсперанто на русский язык под названием «Крым наш. Возвращение империи» (переводчик Петр Паливода) и вышла в издательстве «Надстир’я» (Луцк).